# Lista siturilor arheologice din județul Maramureș - B
Lista siturilor arheologice din județul Maramureș - B conține toate siturile arheologice din județul Maramureș înscrise în Repertoriul Arheologic Național (RAN) și aflate în localități al căror nume începe cu litera B. RAN este administrat de Ministerul Culturii și Patrimoniului Național și cuprinde date științifice, cartografice, topografice, imagini și planuri, precum și orice alte informații privitoare la zonele cu potențial arheologic, studiate sau nu, încă existente sau dispărute.
Puteți căuta un sit din localitățile care încep cu litera B folosind formularul de mai jos sau puteți naviga prin toate siturile din județ la Lista siturilor arheologice din județul Maramureș.
| Cod RAN                                    | Denumire | Localitate                                         | Adresă                                                          | Datare                              | Descoperit               | Coordonate                                    | Imagine           | Erori            |
| ------------------------------------------ | --- | -------------------------------------------------- | --------------------------------------------------------------- | ----------------------------------- | ------------------------ | --------------------------------------------- | ----------------- | ---------------- |
| 106327.01.01 (Cod LMI: MM-I-s-B-04364)     | Cetatea medievală de la Baia Mare - "Dealul Cetății" / ansamblu anonim (Categorie: locuire civilă) (Tip: Cetate)                                   | municipiul Baia Mare                               | da, punct Dealul Cetății                                        | sec. XIV - XV                       |                          |                                               | Încărcați imagine | Raportați eroare |
| 106327.01.02 (Cod LMI: MM-I-s-B-04364)     | Cetatea medievală de la Baia Mare - "Dealul Cetății" / ansamblu anonim (Categorie: locuire civilă) (Tip: Așezare)                                  | municipiul Baia Mare                               | da, punct Dealul Cetății                                        | sec. XIII- XV                       |                          |                                               | Încărcați imagine | Raportați eroare |
| 108525.01.01 (Cod LMI: MM-I-s-A-04369)     | Cetatea medievală de la Berechezoaia / ansamblu Cetatea Chioarului (Categorie: locuire civilă) (Tip: Cetate)                                       | sat Berchezoaia, comuna Remetea Chioarului         | Cetatea Chioarului                                              | sec. XIII - XVIII                   |                          |                                               | Încărcați imagine | Raportați eroare |
| 107243.02.01 (Cod LMI: MM-I-s-B-04370)     | Situl arheologic de la Bicaz - "Corbuțu" / ansamblu anonim (Categorie: locuire civilă) (Tip: Așezare)                                              | sat Bicaz, comuna Bicaz                            | Corbuțu                                                         | sec. III - IV                       |                          |                                               | Încărcați imagine | Raportați eroare |
| 107243.02.02 (Cod LMI: MM-I-s-B-04370)     | Situl arheologic de la Bicaz - "Corbuțu" / ansamblu anonim (Categorie: locuire civilă) (Tip: Așezare)                                              | sat Bicaz, comuna Bicaz                            | Corbuțu                                                         |                                     |                          |                                               | Încărcați imagine | Raportați eroare |
| 107243.03.01 (Cod LMI: MM-I-m-B-04371.02)  | Situl arheologic de la Bicaz - "Igoaie" / ansamblu anonim (Categorie: locuire civilă) (Tip: Așezare)                                               | sat Bicaz, comuna Bicaz                            | Igoaie                                                          | sec. XII - XI a.Chr.                |                          |                                               | Încărcați imagine | Raportați eroare |
| 107243.03.02 (Cod LMI: MM-I-m-B-04371.01)  | Situl arheologic de la Bicaz - "Igoaie" / ansamblu anonim (Categorie: locuire civilă) (Tip: Așezare)                                               | sat Bicaz, comuna Bicaz                            | Igoaie                                                          | sec. III - IV                       |                          |                                               | Încărcați imagine | Raportați eroare |
| 107243.03.03 (Cod LMI: MM-I-s-B-04371)     | Situl arheologic de la Bicaz - "Igoaie" / ansamblu anonim (Categorie: locuire civilă) (Tip: Așezare)                                               | sat Bicaz, comuna Bicaz                            | Igoaie                                                          | Iclod                               |                          |                                               | Încărcați imagine | Raportați eroare |
| 107243.03.04 (Cod LMI: MM-I-s-B-04371)     | Situl arheologic de la Bicaz - "Igoaie" / ansamblu anonim (Categorie: locuire civilă) (Tip: Așezare)                                               | sat Bicaz, comuna Bicaz                            | Igoaie                                                          | Coțofeni                            |                          |                                               | Încărcați imagine | Raportați eroare |
| 107243.04.01 (Cod LMI: MM-I-m-B-04372.02)  | Situl arheologic de la Bicaz - "Oarză" / ansamblu anonim (Categorie: locuire civilă) (Tip: Așezare)                                                | sat Bicaz, comuna Bicaz                            | Oarză                                                           | Wietenberg                          |                          |                                               | Încărcați imagine | Raportați eroare |
| 107243.04.02 (Cod LMI: MM-I-m-B-04372.01)  | Situl arheologic de la Bicaz - "Oarză" / ansamblu anonim (Categorie: locuire civilă) (Tip: Așezare)                                                | sat Bicaz, comuna Bicaz                            | Oarză                                                           | sec. III - I a.Chr.                 |                          |                                               | Încărcați imagine | Raportați eroare |
| 107243.04.03 (Cod LMI: MM-I-s-B-04372)     | Situl arheologic de la Bicaz - "Oarză" / ansamblu anonim (Categorie: locuire civilă) (Tip: Așezare)                                                | sat Bicaz, comuna Bicaz                            | Oarză                                                           |                                     |                          |                                               | Încărcați imagine | Raportați eroare |
| 107243.05.01 (Cod LMI: MM-I-s-A-04373)     | Necropola Suciu de Sus de la Bicaz - "Togul nemților" / ansamblu anonim (Categorie: descoperire funerară) (Tip: Necropolă tumulară)                | sat Bicaz, comuna Bicaz                            | Togul nemților                                                  | Suciu de Sus                        |                          |                                               | Încărcați imagine | Raportați eroare |
| 107323.01.01 (Cod LMI: MM-I-m-B-04367.02)  | Situl arheologic de la Bârsana - "Cetățuia" / ansamblu anonim (Categorie: locuire civilă) (Tip: Așezare)                                           | sat Bârsana, comuna Bârsana                        | Cetățuia                                                        | Suciu de Sus                        |                          |                                               | Încărcați imagine | Raportați eroare |
| 107323.01.02 (Cod LMI: MM-I-m-B-04367.01)  | Situl arheologic de la Bârsana - "Cetățuia" / ansamblu anonim (Categorie: locuire civilă) (Tip: Așezare)                                           | sat Bârsana, comuna Bârsana                        | Cetățuia                                                        | Gáva                                |                          |                                               | Încărcați imagine | Raportați eroare |
| 107323.01.03 (Cod LMI: MM-I-s-B-04367)     | Situl arheologic de la Bârsana - "Cetățuia" / ansamblu anonim (Categorie: locuire civilă) (Tip: Așezare)                                           | sat Bârsana, comuna Bârsana                        | Cetățuia                                                        |                                     |                          |                                               | Încărcați imagine | Raportați eroare |
| 107323.01.04 (Cod LMI: MM-I-s-B-04367)     | Situl arheologic de la Bârsana - "Cetățuia" / ansamblu anonim (Categorie: locuire civilă) (Tip: Așezare)                                           | sat Bârsana, comuna Bârsana                        | Cetățuia                                                        |                                     |                          |                                               | Încărcați imagine | Raportați eroare |
| 107323.02.01 (Cod LMI: MM-I-s-B-04368)     | Așezarea Suciu de Sus de la Bârsana - "Podul Miresei" / ansamblu anonim (Categorie: locuire civilă) (Tip: Așezare)                                 | sat Bârsana, comuna Bârsana                        | Podul Miresei                                                   | Suciu de Sus                        |                          |                                               | Încărcați imagine | Raportați eroare |
| 107412.01.01 (Cod LMI: MM-I-s-B-04374)     | Așezarea din epoca bronzului de la Bogdan Vodă - "La Podeț" / ansamblu anonim (Categorie: locuire civilă) (Tip: Așezare)                           | sat Bogdan Vodă, comuna Bogdan Vodă                | La Podeț                                                        | Suciu de Sus sec. XIV - XIII a.Chr. | M. Dăncuș.               |                                               | Încărcați imagine | Raportați eroare |
| 107412.02.01 (Cod LMI: MM-I-s-B-04375)     | Așezarea medievală de la Bogdan Vodă - "Grădina lui Cârlig" / ansamblu anonim (Categorie: locuire civilă) (Tip: Așezare fortificată)               | sat Bogdan Vodă, comuna Bogdan Vodă                | Grădina lui Cârlig                                              | sec. XIII - XIV                     | R. Popa 1956             |                                               | Încărcați imagine | Raportați eroare |
| 107412.03.02 (Cod LMI: MM-I-m-A-04376.01)  | Situl arheologic de la Bogdan Vodă - "La Mănăstire" / ansamblu anonim (Categorie: construcție de cult) (Tip: Biserică de piatră)                   | sat Bogdan Vodă, comuna Bogdan Vodă                | La Mănăstire                                                    | sec. XIII - XIV                     |                          |                                               | Încărcați imagine | Raportați eroare |
| 107412.03.03 (Cod LMI: MM-I-m-A-04376.02)  | Situl arheologic de la Bogdan Vodă - "La Mănăstire" / ansamblu anonim (Categorie: construcție de cult) (Tip: Necropolă)                            | sat Bogdan Vodă, comuna Bogdan Vodă                | La Mănăstire                                                    | sec. XIII - XIV                     |                          |                                               | Încărcați imagine | Raportați eroare |
| 107412.03.01 (Cod LMI: MM-I-s-A-04376)     | Situl arheologic de la Bogdan Vodă - "La Mănăstire" / ansamblu anonim (Categorie: construcție de cult) (Tip: Așezare)                              | sat Bogdan Vodă, comuna Bogdan Vodă                | La Mănăstire                                                    | Gáva                                |                          |                                               | Încărcați imagine | Raportați eroare |
| 107449.01.01 (Cod LMI: MM-I-s-B-04377)     | Așezarea din epoca migrațiilor de la Boiu Mare - "Pe pusta" / ansamblu anonim (Categorie: locuire civilă) (Tip: Așezare)                           | sat Boiu Mare, comuna Boiu Mare                    | Pe pusta                                                        | sec. VII - VIII                     |                          |                                               | Încărcați imagine | Raportați eroare |
| 106504.01.01                               | Așezarea paleolitică de la Bușag - Coasta Bușagului / ansamblu anonim (Categorie: locuire civilă) (Tip: Așezare)                                   | localitate componentă Bușag, oraș Tăuții-Măgherăuș | Coasta Bușagului                                                | Musterian                           |                          |                                               | Încărcați imagine | Raportați eroare |
| 106504.01.02 (Cod LMI: MM-I-m-B-04378.01)  | Așezarea paleolitică de la Bușag - Coasta Bușagului / ansamblu anonim (Categorie: locuire civilă) (Tip: Așezare)                                   | localitate componentă Bușag, oraș Tăuții-Măgherăuș | Coasta Bușagului                                                | gravettian                          |                          |                                               | Încărcați imagine | Raportați eroare |
| 106504.02.01 (Cod LMI: MM-I-s-B-04379)     | Așezarea Suciu de Sus de la Bușag - "Pe toag" / ansamblu anonim (Categorie: locuire civilă) (Tip: Așezare)                                         | localitate componentă Bușag, oraș Tăuții-Măgherăuș | Pe toaag                                                        | Suciu de Sus                        |                          |                                               | Încărcați imagine | Raportați eroare |
| 106327.02.01                               | Casa din Baia Mare - Casa Vulturul Negru (M1) / ansamblu Corpul A1 (Categorie: construcție) (Tip: Casă)                                            | municipiul Baia Mare                               | strada Piața Libertății, nr. 1, punct Casa Vulturul Negru (M1)  | sec. XVII - XVIII                   |                          |                                               | Încărcați imagine | Raportați eroare |
| 106327.02.01                               | Casa din Baia Mare - Casa Vulturul Negru (M1) / ansamblu Corpul A1 / complex Pivnița 1 (Categorie: construcție) (Tip: pivniță)                     | municipiul Baia Mare                               | strada Piața Libertății, nr. 1, punct Casa Vulturul Negru (M1)  | sec. XV-XVIII                       |                          |                                               | Încărcați imagine | Raportați eroare |
| 106327.02.01                               | Casa din Baia Mare - Casa Vulturul Negru (M1) / ansamblu Corpul A1 / complex Pivnița 2 (Categorie: construcție) (Tip: pivniță)                     | municipiul Baia Mare                               | strada Piața Libertății, nr. 1, punct Casa Vulturul Negru (M1)  |                                     |                          |                                               | Încărcați imagine | Raportați eroare |
| 106327.02.01                               | Casa din Baia Mare - Casa Vulturul Negru (M1) / ansamblu Corpul A1 / complex Pivnița 3 (Categorie: construcție) (Tip: pivniță)                     | municipiul Baia Mare                               | strada Piața Libertății, nr. 1, punct Casa Vulturul Negru (M1)  |                                     |                          |                                               | Încărcați imagine | Raportați eroare |
| 106327.02.02                               | Casa din Baia Mare - Casa Vulturul Negru (M1) / ansamblu Corpul A2 (Categorie: construcție) (Tip: Casă)                                            | municipiul Baia Mare                               | strada Piața Libertății, nr. 1, punct Casa Vulturul Negru (M1)  |                                     |                          |                                               | Încărcați imagine | Raportați eroare |
| 106327.02.03                               | Casa din Baia Mare - Casa Vulturul Negru (M1) / ansamblu Corpul A3 (Categorie: construcție) (Tip: Casă)                                            | municipiul Baia Mare                               | strada Piața Libertății, nr. 1, punct Casa Vulturul Negru (M1)  | sec. XV                             |                          |                                               | Încărcați imagine | Raportați eroare |
| 106327.03.01                               | Casa din Baia Mare - Str. Mihai Viteazul nr.17 (M2) / ansamblu anonim (Categorie: construcție) (Tip: Clădire)                                      | municipiul Baia Mare                               | str. Mihai Viteazul nr.17, punct Str. Mihai Viteazul nr.17 (M2) | sec. XIV- XV                        |                          |                                               | Încărcați imagine | Raportați eroare |
| 106327.04.01                               | Casa din Baia Mare - Casa Lendvay (M3) / ansamblu anonim (Categorie: construcție) (Tip: Construcție)                                               | municipiul Baia Mare                               | Piața Libertății 15, punct Casa Lendvay                         | sec. XIII -XVIII                    |                          |                                               | Încărcați imagine | Raportați eroare |
| 106327.09                                  | Turnul Măcelarilor (Turnul de Muniții) de la Baia Mare / ansamblu anonim (Categorie: fortificație)                                                 | municipiul Baia Mare                               | str. Izvoarelor nr.1                                            |                                     |                          | 47°39′21″N 23°34′55″E / 47.65592°N 23.58207°E | Încărcați imagine | Raportați eroare |
| 106327.09.01                               | Turnul Măcelarilor (Turnul de Muniții) de la Baia Mare / ansamblu anonim (Categorie: fortificație) (Tip: Turn)                                     | municipiul Baia Mare                               | str. Izvoarelor nr.1                                            |                                     |                          | 47°39′21″N 23°34′55″E / 47.65592°N 23.58207°E | Încărcați imagine | Raportați eroare |
| 106327.05 (Cod LMI: MM-II-m-B-04457)       | Casa Bay de la Baia Mare - Piața Libertății nr. 12 / ansamblu anonim (Categorie: construcție)                                                      | municipiul Baia Mare                               | Piața Libertății 12, punct Piața Libertății nr. 12              |                                     |                          |                                               | Încărcați imagine | Raportați eroare |
| 106327.05.01 (Cod LMI: MM-II-m-B-04457)    | Casa Bay de la Baia Mare - Piața Libertății nr. 12 / ansamblu anonim (Categorie: construcție) (Tip: Casă)                                          | municipiul Baia Mare                               | Piața Libertății 12, punct Piața Libertății nr. 12              |                                     |                          |                                               | Încărcați imagine | Raportați eroare |
| 106327.24                                  | Fortificația medievală de la Baia Mare / ansamblu anonim (Categorie: fortificație)                                                                 | municipiul Baia Mare                               | str. Monetăriei                                                 |                                     |                          |                                               | Încărcați imagine | Raportați eroare |
| 106327.24.01                               | Fortificația medievală de la Baia Mare / ansamblu anonim (Categorie: fortificație) (Tip: Zid de apărare)                                           | municipiul Baia Mare                               | str. Monetăriei                                                 | Sec. XV                             |                          |                                               | Încărcați imagine | Raportați eroare |
| 106327.22.01 (Cod LMI: MM-II-m-A-04479)    | Biserica "Sf. Nicolae" (Sfântul Anton) de la Baia Mare / ansamblu Biserica "Sf. Nicolae" (Categorie: structură de cult/religioasă) (Tip: Biserică) | municipiul Baia Mare                               | Piața Păcii 4                                                   | 1402, cu transf. ulterioare         |                          | 47°39′29″N 23°34′52″E / 47.65805°N 23.58111°E | Încărcați imagine | Raportați eroare |
| 106327.22.02 (Cod LMI: MM-II-m-A-04479)    | Biserica "Sf. Nicolae" (Sfântul Anton) de la Baia Mare / ansamblu anonim (Categorie: structură de cult/religioasă) (Tip: conductă de apă)          | municipiul Baia Mare                               | Piața Păcii 4                                                   | sec. XVII-XIX                       |                          | 47°39′29″N 23°34′52″E / 47.65805°N 23.58111°E | Încărcați imagine | Raportați eroare |
| 106327.18 (Cod LMI: MM-II-m-B-04485)       | Fragment zid de apărare de la Baia Mare / ansamblu anonim (Categorie: fortificație)                                                                | municipiul Baia Mare                               | str. Podul Viilor 19                                            |                                     |                          |                                               | Încărcați imagine | Raportați eroare |
| 106327.34.01                               | Așezare de epoca modernă la Baia Mare- Strada 30 Decembrie / ansamblu anonim (Categorie: locuire) (Tip: fundație)                                  | municipiul Baia Mare                               | Strada 30 Decembrie, punct Strada 30 Decembrie                  | sec. XVIII-XX                       |                          |                                               | Încărcați imagine | Raportați eroare |
| 106327.35.02                               | Așezarea de epocă modernă din Baia Mare- Str. Dacia nr.3 / ansamblu anonim (Categorie: locuire) (Tip: Conductă din olane)                          | municipiul Baia Mare                               | Str. Dacia nr.3, punct Str. Dacia nr.3                          | sec. XVIII-XIX                      |                          | 47°39′37″N 23°34′54″E / 47.66028°N 23.58167°E | Încărcați imagine | Raportați eroare |
| 106327.35.01                               | Așezarea de epocă modernă din Baia Mare- Str. Dacia nr.3 / ansamblu anonim (Categorie: locuire) (Tip: constructie de lemn)                         | municipiul Baia Mare                               | Str. Dacia nr.3, punct Str. Dacia nr.3                          | sec. XVI-XVII                       |                          | 47°39′37″N 23°34′54″E / 47.66028°N 23.58167°E | Încărcați imagine | Raportați eroare |
| 106327.35.03                               | Așezarea de epocă modernă din Baia Mare- Str. Dacia nr.3 / ansamblu anonim (Categorie: locuire) (Tip: Așezare)                                     | municipiul Baia Mare                               | Str. Dacia nr.3, punct Str. Dacia nr.3                          | sec. XI-XVIII                       |                          | 47°39′37″N 23°34′54″E / 47.66028°N 23.58167°E | Încărcați imagine | Raportați eroare |
| 106327.35.04                               | Așezarea de epocă modernă din Baia Mare- Str. Dacia nr.3 / ansamblu anonim (Categorie: locuire) (Tip: Așezare)                                     | municipiul Baia Mare                               | Str. Dacia nr.3, punct Str. Dacia nr.3                          | sec. XIX-XX                         |                          | 47°39′37″N 23°34′54″E / 47.66028°N 23.58167°E | Încărcați imagine | Raportați eroare |
| 106327.36.01 (Cod LMI: MM-II-m-A-04436.01) | Ansamblul "Turnul Ștefan" de la Baia Mare-Piața Cetății / ansamblu anonim (Categorie: construcție) (Tip: Turn)                                     | municipiul Baia Mare                               | Str. Turnului, punct Piața Cetății                              | 1446                                |                          |                                               | Încărcați imagine | Raportați eroare |
| 106327.36.02 (Cod LMI: MM-II-a-A-04436)    | Ansamblul "Turnul Ștefan" de la Baia Mare-Piața Cetății / ansamblu anonim (Categorie: construcție) (Tip: biserică)                                 | municipiul Baia Mare                               | Str. Turnului, punct Piața Cetății                              | sec. XIV                            |                          |                                               | Încărcați imagine | Raportați eroare |
| 106327.37.01                               | Așezarea din epoca bronzului de la Baia Mare - Sub dealul Morgău / ansamblu anonim (Categorie: locuire) (Tip: Așezare)                             | municipiul Baia Mare                               | Sub dealul Morgău                                               | Suciu de Sus                        |                          |                                               | Încărcați imagine | Raportați eroare |
| 106327.39.01                               | Situl arheologic de la Baia Mare - Izvorul Diosi / ansamblu anonim (Categorie: locuire) (Tip: Așezare)                                             | municipiul Baia Mare                               | Izvorul Diosi                                                   |                                     |                          |                                               | Încărcați imagine | Raportați eroare |
| 106327.39.02                               | Situl arheologic de la Baia Mare - Izvorul Diosi / ansamblu anonim (Categorie: locuire) (Tip: Așezare)                                             | municipiul Baia Mare                               | Izvorul Diosi                                                   |                                     |                          |                                               | Încărcați imagine | Raportați eroare |
| 106327.40.01                               | Situl arheologic de la Baia Mare - Dealul Crucii / ansamblu anonim (Categorie: carieră/mine) (Tip: Mină)                                           | municipiul Baia Mare                               | Dealul Crucii                                                   | sec. XIV- XVII                      |                          |                                               | Încărcați imagine | Raportați eroare |
| 106327.40.02                               | Situl arheologic de la Baia Mare - Dealul Crucii / ansamblu anonim (Categorie: carieră/mine) (Tip: Mină)                                           | municipiul Baia Mare                               | Dealul Crucii                                                   | sec. XVIII                          |                          |                                               | Încărcați imagine | Raportați eroare |
| 106327.40.03                               | Situl arheologic de la Baia Mare - Dealul Crucii / ansamblu anonim (Categorie: carieră/mine) (Tip: Mină)                                           | municipiul Baia Mare                               | Dealul Crucii                                                   | sec. XIX-XX                         |                          |                                               | Încărcați imagine | Raportați eroare |
| 106327.41.01                               | Situl arheologic de la Baia Mare - Valea Roșie / ansamblu anonim (Categorie: carieră/mine) (Tip: Mină)                                             | municipiul Baia Mare                               | Valea Roșie                                                     | sec. XIV                            |                          |                                               | Încărcați imagine | Raportați eroare |
| 106327.41.02                               | Situl arheologic de la Baia Mare - Valea Roșie / ansamblu anonim (Categorie: carieră/mine) (Tip: Mină)                                             | municipiul Baia Mare                               | Valea Roșie                                                     | sec. XVIII                          |                          |                                               | Încărcați imagine | Raportați eroare |
| 106327.41.03                               | Situl arheologic de la Baia Mare - Valea Roșie / ansamblu anonim (Categorie: carieră/mine) (Tip: Mină)                                             | municipiul Baia Mare                               | Valea Roșie                                                     | sec. XIX                            |                          |                                               | Încărcați imagine | Raportați eroare |
| 106327.42.01                               | Așezarea medievală de la Baia Mare - Strada Șincai / ansamblu anonim (Categorie: locuire) (Tip: Așezare)                                           | municipiul Baia Mare                               | Strada Șincai                                                   | sec. XVI- XVIII                     |                          |                                               | Încărcați imagine | Raportați eroare |
| 106327.43.01                               | Situl arheologic de la Baia Mare - Str. V. Lucaciu / ansamblu anonim (Categorie: locuire) (Tip: Așezare)                                           | municipiul Baia Mare                               | Str. V. Lucaciu                                                 | sec. XVI-XVIII                      |                          |                                               | Încărcați imagine | Raportați eroare |
| 106327.43.02                               | Situl arheologic de la Baia Mare - Str. V. Lucaciu / ansamblu anonim (Categorie: locuire) (Tip: Așezare)                                           | municipiul Baia Mare                               | Str. V. Lucaciu                                                 | sec. XIX                            |                          |                                               | Încărcați imagine | Raportați eroare |
| 106327.44.01                               | Situl arheologic de la Baia Mare - Piața Păcii / ansamblu anonim (Categorie: locuire) (Tip: Așezare)                                               | municipiul Baia Mare                               | Piața Păcii                                                     | sec. XVIII-XX                       |                          |                                               | Încărcați imagine | Raportați eroare |
| 106327.44.02                               | Situl arheologic de la Baia Mare - Piața Păcii / ansamblu anonim (Categorie: locuire) (Tip: Galerie)                                               | municipiul Baia Mare                               | Piața Păcii                                                     | sec. XVII                           |                          |                                               | Încărcați imagine | Raportați eroare |
| 106327.45.01                               | Situl arheologic de la Baia Mare - Strada Țibleșului nr. 10 / ansamblu anonim (Categorie: locuire) (Tip: Așezare)                                  | municipiul Baia Mare                               | strada Țibleșului, nr. 10, punct Strada Țibleșului nr. 10       |                                     |                          |                                               | Încărcați imagine | Raportați eroare |
| 106327.45.02                               | Situl arheologic de la Baia Mare - Strada Țibleșului nr. 10 / ansamblu anonim (Categorie: locuire) (Tip: Așezare)                                  | municipiul Baia Mare                               | strada Țibleșului, nr. 10, punct Strada Țibleșului nr. 10       |                                     |                          |                                               | Încărcați imagine | Raportați eroare |
| 106327.46.01                               | Situl arheologic de la Baia Mare - Piața Viitorului / ansamblu anonim (Categorie: locuire) (Tip: Așezare)                                          | municipiul Baia Mare                               | strada Țibleșului, nr. 16, punct Piața Viitorului               | sec. XVI-XVII                       |                          |                                               | Încărcați imagine | Raportați eroare |
| 106327.46.02                               | Situl arheologic de la Baia Mare - Piața Viitorului / ansamblu anonim (Categorie: locuire) (Tip: Așezare)                                          | municipiul Baia Mare                               | strada Țibleșului, nr. 16, punct Piața Viitorului               | sec. XVIII                          |                          |                                               | Încărcați imagine | Raportați eroare |
| 106693.09.01                               | Așezarea preistorică de la Baia Sprie - strada Ghiocelului / ansamblu anonim (Categorie: locuire) (Tip: Așezare)                                   | oraș Baia Sprie                                    | strada Ghiocelului                                              |                                     |                          |                                               | Încărcați imagine | Raportați eroare |
| 106693.10.01                               | Așezarea medievală de la Baia Sprie / ansamblu Mons Medius (Categorie: locuire) (Tip: Așezare)                                                     | oraș Baia Sprie                                    |                                                                 |                                     |                          |                                               | Încărcați imagine | Raportați eroare |
| 106693.11.01                               | Mina de la Baia Sprie - Dealul Minei / ansamblu anonim (Categorie: carieră/mine) (Tip: Mină)                                                       | oraș Baia Sprie                                    | Dealul Minei                                                    | sec. XVII                           |                          |                                               | Încărcați imagine | Raportați eroare |
| 106693.12.01                               | Galeria de epocă medievală de la Baia Sprie - Galeria Borcuț / ansamblu anonim (Categorie: carieră/mine) (Tip: Galerie)                            | oraș Baia Sprie                                    | Galeria Borcuț                                                  | sec. XVI-XVIII                      |                          |                                               | Încărcați imagine | Raportați eroare |
| 106693.13.01                               | Puțul Francisc de la Baia Sprie / ansamblu anonim (Categorie: construcție) (Tip: puț)                                                              | oraș Baia Sprie                                    |                                                                 |                                     |                          |                                               | Încărcați imagine | Raportați eroare |
| 106693.14.01                               | Biserica reformată de la Baia Sprie / ansamblu anonim (Categorie: construcție de cult) (Tip: Biserică)                                             | oraș Baia Sprie                                    |                                                                 |                                     |                          |                                               | Încărcați imagine | Raportați eroare |
| 107127.01.01                               | Așezarea neo-eneolitică de la Băița de Sub Codru - Perii Dochii / ansamblu anonim (Categorie: locuire) (Tip: Așezare)                              | sat Băița de Sub Codru, comuna Băița de sub Codru  | Perii Dochii                                                    |                                     |                          |                                               | Încărcați imagine | Raportați eroare |
| 107163.02.01                               | Exploatările miniere de la Băiuț / ansamblu anonim (Categorie: carieră/mine) (Tip: Exploatare minieră)                                             | sat Băiuț, comuna Băiuț                            |                                                                 |                                     |                          |                                               | Încărcați imagine | Raportați eroare |
| 107163.02.02                               | Exploatările miniere de la Băiuț / ansamblu anonim (Categorie: carieră/mine) (Tip: Exploatare minieră)                                             | sat Băiuț, comuna Băiuț                            |                                                                 | sec. XX                             |                          |                                               | Încărcați imagine | Raportați eroare |
| 107207.01.01                               | Așezarea din epoca bronzului de la Băsești - Piatra Frunturii / ansamblu anonim (Categorie: locuire) (Tip: Așezare)                                | sat Băsești, comuna Băsești                        | Piatra Frunturii                                                |                                     |                          |                                               | Încărcați imagine | Raportați eroare |
| 107207.02.01                               | Așezarea medievală de la Băsești - Vătaștină / ansamblu anonim (Categorie: locuire) (Tip: Așezare)                                                 | sat Băsești, comuna Băsești                        | Vătaștină                                                       | sec. VIII- IX                       |                          |                                               | Încărcați imagine | Raportați eroare |
| 107323.05.01                               | Așezarea Suciu de Sus de la Bârsana - Podurile Humenii / ansamblu anonim (Categorie: locuire) (Tip: Așezare)                                       | sat Bârsana, comuna Bârsana                        | Podurile Humenii                                                | Suciu de Sus                        |                          |                                               | Încărcați imagine | Raportați eroare |
| 107323.04.01                               | Mănăstirea de epocă medievală de la Bârsana - La Părul Călugărului / ansamblu anonim (Categorie: construcție de cult) (Tip: Mănăstire)             | sat Bârsana, comuna Bârsana                        | La Părul Călugărului                                            | sec. XIV                            |                          |                                               | Încărcați imagine | Raportați eroare |
| 107323.04.02                               | Mănăstirea de epocă medievală de la Bârsana - La Părul Călugărului / ansamblu anonim (Categorie: construcție de cult) (Tip: Mănăstire)             | sat Bârsana, comuna Bârsana                        | La Părul Călugărului                                            | sec. XVIII                          |                          |                                               | Încărcați imagine | Raportați eroare |
| 107243.06.01                               | Așezarea Lăpuș de la Bicaz - Ciurgău / ansamblu anonim (Categorie: locuire) (Tip: Așezare)                                                         | sat Bicaz, comuna Bicaz                            | Ciurgău                                                         | Lăpuș                               | I. Stanciu 17.08.1990    |                                               | Încărcați imagine | Raportați eroare |
| 107243.07.01                               | Așezarea din epoca bronzului de la Bicaz / ansamblu anonim (Categorie: locuire) (Tip: Așezare)                                                     | sat Bicaz, comuna Bicaz                            |                                                                 |                                     |                          |                                               | Încărcați imagine | Raportați eroare |
| 107412.06.01                               | Așezarea din epoca bronzului de la Bogdan Vodă / ansamblu anonim (Categorie: locuire) (Tip: Așezare)                                               | sat Bogdan Vodă, comuna Bogdan Vodă                |                                                                 |                                     |                          |                                               | Încărcați imagine | Raportați eroare |
| 107412.07.01                               | Așezarea de epocă medievală de la Bogdan-Vodă - Vatra satului / ansamblu anonim (Categorie: locuire) (Tip: vatră)                                  | sat Bogdan Vodă, comuna Bogdan Vodă                | Vatra satului                                                   |                                     |                          |                                               | Încărcați imagine | Raportați eroare |
| 107412.08.01                               | Așezarea medievală de la Bogdan Vodă - Casa Vasile Buftea / ansamblu anonim (Categorie: locuire) (Tip: Așezare)                                    | sat Bogdan Vodă, comuna Bogdan Vodă                | Casa Vasile Buftea                                              | sec. XIV                            |                          |                                               | Încărcați imagine | Raportați eroare |
| 107449.02.01                               | Așezarea medievală de la Boiu Mare - La Pod / ansamblu anonim (Categorie: locuire) (Tip: Așezare)                                                  | sat Boiu Mare, comuna Boiu Mare                    | La Pod                                                          | sec. VIII-IX                        | 1976                     |                                               | Încărcați imagine | Raportați eroare |
| 107528.03.01                               | Așezarea de epocă medievală de la Budești - Casa Gh. Ungureanu / ansamblu anonim (Categorie: locuire) (Tip: Așezare)                               | sat Budești, comuna Budești                        | strada Comoriței, nr. 543, punct Casa Gh. Ungureanu             |                                     |                          |                                               | Încărcați imagine | Raportați eroare |
| 106425.01.01                               | Situl arheologic de la Bozânta Mică - Grind / ansamblu anonim (Categorie: locuire) (Tip: Așezare)                                                  | sat Bozânța Mică, comuna Recea                     | Grind                                                           | Suciu de Sus                        | I. Stanciu 1990          |                                               | Încărcați imagine | Raportați eroare |
| 106425.01.02                               | Situl arheologic de la Bozânta Mică - Grind / ansamblu anonim (Categorie: locuire) (Tip: Așezare)                                                  | sat Bozânța Mică, comuna Recea                     | Grind                                                           | III- IV                             | I. Stanciu 1990          |                                               | Încărcați imagine | Raportați eroare |
| 106425.01.03                               | Situl arheologic de la Bozânta Mică - Grind / ansamblu anonim (Categorie: locuire) (Tip: Așezare)                                                  | sat Bozânța Mică, comuna Recea                     | Grind                                                           | VII- IX                             | I. Stanciu 1990          |                                               | Încărcați imagine | Raportați eroare |
| 106425.02.01                               | Așezarea din epoca bronzului de la Bozânta Mică - Movile / ansamblu anonim (Categorie: locuire) (Tip: Așezare)                                     | sat Bozânța Mică, comuna Recea                     | Movile                                                          |                                     | I. Stanciu 20.03.1992    |                                               | Încărcați imagine | Raportați eroare |
| 106425.03.01                               | Situl arheologic de la Bozânta Mică - Unchiu Popii / ansamblu anonim (Categorie: locuire) (Tip: Așezare)                                           | sat Bozânța Mică, comuna Recea                     | Unchiu Popii                                                    |                                     |                          |                                               | Încărcați imagine | Raportați eroare |
| 106425.03.02                               | Situl arheologic de la Bozânta Mică - Unchiu Popii / ansamblu anonim (Categorie: locuire) (Tip: Așezare)                                           | sat Bozânța Mică, comuna Recea                     | Unchiu Popii                                                    | sec. III- IV                        |                          |                                               | Încărcați imagine | Raportați eroare |
| 106425.03.03                               | Situl arheologic de la Bozânta Mică - Unchiu Popii / ansamblu anonim (Categorie: locuire) (Tip: Așezare)                                           | sat Bozânța Mică, comuna Recea                     | Unchiu Popii                                                    | sec. XVII- IX                       |                          |                                               | Încărcați imagine | Raportați eroare |
| 106425.04.01                               | Așezarea medievală de la Bozânta Mică - La Huci / ansamblu anonim (Categorie: locuire) (Tip: Așezare)                                              | sat Bozânța Mică, comuna Recea                     | La Huci                                                         | sec. VII- IX                        |                          |                                               | Încărcați imagine | Raportați eroare |
| 106489.01.01                               | Mina de epocă medievală de la Băița - Mina Neagră / ansamblu anonim (Categorie: exploatare/carieră) (Tip: Mină)                                    | localitate componentă Băița, oraș Tăuții-Măgherăuș | Mina Neagră                                                     | sec. XVII                           |                          |                                               | Încărcați imagine | Raportați eroare |
| 106504.03.01                               | Așezarea din epoca bronzului de la Bușag / ansamblu anonim (Categorie: locuire) (Tip: Așezare)                                                     | localitate componentă Bușag, oraș Tăuții-Măgherăuș |                                                                 | Suciu de Sus                        | I. Stanciu 11 iunie 1995 |                                               | Încărcați imagine | Raportați eroare |
| 106327.47.01                               | Situl arheologic de la Baia Mare - Dealul Morgău / ansamblu anonim (Categorie: locuire) (Tip: Așezare)                                             | municipiul Baia Mare                               | strada Viilor, nr. 10/A, punct Dealul Morgău                    | romană sec. II-IV                   |                          |                                               | Încărcați imagine | Raportați eroare |
| 106327.47.02                               | Situl arheologic de la Baia Mare - Dealul Morgău / ansamblu anonim (Categorie: locuire) (Tip: Așezare)                                             | municipiul Baia Mare                               | strada Viilor, nr. 10/A, punct Dealul Morgău                    | sec. XVII - XIX                     |                          |                                               | Încărcați imagine | Raportați eroare |